# Abderrahmane Dahnoune
Abderrahmane Dahnoune (24 gennaio 1962) è un ex giocatore di calcio a 5 algerino.
Utilizzato nel ruolo di giocatore di movimento, ha come massimo riconoscimento in carriera la partecipazione con la Nazionale di calcio a 5 dell'Algeria al FIFA Futsal World Championship 1989 dove la nazionale nordafricana non ha superato il primo turno, affrontando Paesi Bassi, Paraguay e Danimarca.